# Fiat Zero
La Fiat Zero, conosciuta anche come Fiat 12-15 HP, è un'autovettura prodotta dalla casa automobilistica torinese FIAT dal 1912 al 1915. 

## Il contesto
L'auto, venduta dalla casa in configurazione torpedo o spider, costava 8.000 lire, poi abbassato a 6.900 lire, l'equivalente di circa 27.000 euro del 2012.
La Zero era equipaggiata con un motore di 1,9 litri che sviluppava circa 15 hp e poteva raggiungere 70 km/h. L'auto percorreva circa 5,1 km per litro.
La Zero fu anche un modello importante per la storia della Pininfarina; il suo fondatore, non ancora imprenditore ma semplice designer, predispose un disegno del radiatore dell'auto e il suo progetto venne scelto in contrapposizione a quello predisposto dai tecnici della Fiat stessa.
Nella gamma di modelli che andò definendosi alla fine del primo decennio del Novecento, quella dei tipi dalla "1" alla "6", con le loro cilindrate fra i quasi 2 e gli oltre 7 litri, si manifestò comunque la necessità di proporre un modello più piccolo ed economico, a cui per questo fu dato il nome "Zero". Non si trattava assolutamente però di un'auto popolare, giacché il suo prezzo di 8.000 lire, seppur conveniente, equivaleva a quello di un appartamento e la rendeva ancora assolutamente inaccessibile al ceto medio.
Nel 1915 viene messo anche l'impianto elettrico, ma la produzione cessa per la trasformazione della FIAT in industria bellica in seguito all'entrata in guerra dell'Italia nella prima guerra mondiale. Venne prodotta in oltre 2000 esemplari. Fu la prima vettura italiana prodotta in serie ed è considerata capostipite delle utilitarie Fiat.

## Caratteristiche tecniche Fiat Zero
| Caratteristiche tecniche - Fiat Zero                                                                                              | Caratteristiche tecniche - Fiat Zero                                                                                              | Caratteristiche tecniche - Fiat Zero                                                                                              | Caratteristiche tecniche - Fiat Zero                                                                                           | Caratteristiche tecniche - Fiat Zero                                                                                           | Caratteristiche tecniche - Fiat Zero                                                                                           |
| --- | --- | --- | --- | --- | --- |
| | | | | | |
| Configurazione | | | | | |
| Carrozzeria: torpedo a quattro porte, con struttura in legno e rivestimento in lamiera d'acciaio; copertura in tela impermeabile  | Carrozzeria: torpedo a quattro porte, con struttura in legno e rivestimento in lamiera d'acciaio; copertura in tela impermeabile  | Posizione motore: anteriore longitudinale                                                                                         | Posizione motore: anteriore longitudinale                                                                                      | Trazione: posteriore | Trazione: posteriore |
| Dimensioni e pesi | | | | | |
| Ingombri (lungh.×largh.×alt. in mm): 3660 × 1450 × 1180                                                                           | Ingombri (lungh.×largh.×alt. in mm): 3660 × 1450 × 1180                                                                           | Ingombri (lungh.×largh.×alt. in mm): 3660 × 1450 × 1180                                                                           | Ingombri (lungh.×largh.×alt. in mm): 3660 × 1450 × 1180                                                                        | Diametro minimo sterzata: 10,3 m                                                                                               | Diametro minimo sterzata: 10,3 m                                                                                               |
| Interasse: 2645 mm | Interasse: 2645 mm | Carreggiate: anteriore 1200 - posteriore 1200 mm                                                                                  | Carreggiate: anteriore 1200 - posteriore 1200 mm                                                                               | Altezza minima da terra: 245 mm                                                                                                | Altezza minima da terra: 245 mm                                                                                                |
| Posti totali: due posti anteriori e due/tre posteriori                                                                            | Posti totali: due posti anteriori e due/tre posteriori                                                                            | Bagagliaio: | Bagagliaio: | Serbatoio: | Serbatoio: |
| Masse | a vuoto: 900 kg | a vuoto: 900 kg | a vuoto: 900 kg | a vuoto: 900 kg | a vuoto: 900 kg |
| Meccanica | | | | | |
| Tipo motore: 51 A, 4 tempi a benzina, Rapporto di compressione: 4,2:1. Raffreddamento a circolazione d'acqua con pompa centrifuga | Tipo motore: 51 A, 4 tempi a benzina, Rapporto di compressione: 4,2:1. Raffreddamento a circolazione d'acqua con pompa centrifuga | Tipo motore: 51 A, 4 tempi a benzina, Rapporto di compressione: 4,2:1. Raffreddamento a circolazione d'acqua con pompa centrifuga | Cilindrata: (Alesaggio e corsa: 70 x 120 mm) 1847 cm³                                                                          | Cilindrata: (Alesaggio e corsa: 70 x 120 mm) 1847 cm³                                                                          | Cilindrata: (Alesaggio e corsa: 70 x 120 mm) 1847 cm³                                                                          |
| Distribuzione: 2 valvole per cilindro, valvole laterali comandate da un asse a camme nel basamento                                | Distribuzione: 2 valvole per cilindro, valvole laterali comandate da un asse a camme nel basamento                                | Distribuzione: 2 valvole per cilindro, valvole laterali comandate da un asse a camme nel basamento                                | Alimentazione: a carburatore                                                                                                   | Alimentazione: a carburatore                                                                                                   | Alimentazione: a carburatore                                                                                                   |
| Prestazioni motore | Potenza: 19 CV a 1800 giri/min | Potenza: 19 CV a 1800 giri/min | Potenza: 19 CV a 1800 giri/min                                                                                                 | Potenza: 19 CV a 1800 giri/min                                                                                                 | Potenza: 19 CV a 1800 giri/min                                                                                                 |
| Accensione: magnete ad alta tensione, ordine di scoppio: 1-3-4-2                                                                  | Accensione: magnete ad alta tensione, ordine di scoppio: 1-3-4-2                                                                  | Accensione: magnete ad alta tensione, ordine di scoppio: 1-3-4-2                                                                  | Impianto elettrico: 12 V (solo dal 1915)                                                                                       | Impianto elettrico: 12 V (solo dal 1915)                                                                                       | Impianto elettrico: 12 V (solo dal 1915)                                                                                       |
| Frizione: monodisco a secco | Frizione: monodisco a secco | Frizione: monodisco a secco | Cambio: a 4 rapporti + RM, differenziale a coppia conica elicoidale contenuta nel ponte posteriore                             | Cambio: a 4 rapporti + RM, differenziale a coppia conica elicoidale contenuta nel ponte posteriore                             | Cambio: a 4 rapporti + RM, differenziale a coppia conica elicoidale contenuta nel ponte posteriore                             |
| Telaio | | | | | |
| Corpo vettura | Telaio a longheroni piegati, con traverse di rinforzo                                                                             | Telaio a longheroni piegati, con traverse di rinforzo                                                                             | Telaio a longheroni piegati, con traverse di rinforzo                                                                          | Telaio a longheroni piegati, con traverse di rinforzo                                                                          | Telaio a longheroni piegati, con traverse di rinforzo                                                                          |
| Sterzo | a vite senza fine e ruota elicoidale                                                                                              | a vite senza fine e ruota elicoidale                                                                                              | a vite senza fine e ruota elicoidale                                                                                           | a vite senza fine e ruota elicoidale                                                                                           | a vite senza fine e ruota elicoidale                                                                                           |
| Sospensioni | anteriori: a ponte rigido, con molle a balestra semiellittica / posteriori: a ponte rigido, con molle a balestra semiellittica    | anteriori: a ponte rigido, con molle a balestra semiellittica / posteriori: a ponte rigido, con molle a balestra semiellittica    | anteriori: a ponte rigido, con molle a balestra semiellittica / posteriori: a ponte rigido, con molle a balestra semiellittica | anteriori: a ponte rigido, con molle a balestra semiellittica / posteriori: a ponte rigido, con molle a balestra semiellittica | anteriori: a ponte rigido, con molle a balestra semiellittica / posteriori: a ponte rigido, con molle a balestra semiellittica |
| Freni | anteriori: / posteriori: a mano meccanici ad espansione, a pedale a nastro sulla trasmissione                                     | anteriori: / posteriori: a mano meccanici ad espansione, a pedale a nastro sulla trasmissione                                     | anteriori: / posteriori: a mano meccanici ad espansione, a pedale a nastro sulla trasmissione                                  | anteriori: / posteriori: a mano meccanici ad espansione, a pedale a nastro sulla trasmissione                                  | anteriori: / posteriori: a mano meccanici ad espansione, a pedale a nastro sulla trasmissione                                  |
| Pneumatici | a bassa pressione 760X90 / Cerchi: a razze tipo Sankey                                                                            | a bassa pressione 760X90 / Cerchi: a razze tipo Sankey                                                                            | a bassa pressione 760X90 / Cerchi: a razze tipo Sankey                                                                         | a bassa pressione 760X90 / Cerchi: a razze tipo Sankey                                                                         | a bassa pressione 760X90 / Cerchi: a razze tipo Sankey                                                                         |
| Prestazioni dichiarate | | | | | |
| Velocità: 70 km/h | Velocità: 70 km/h | Velocità: 70 km/h | Accelerazione: | Accelerazione: | Accelerazione: |
| Consumi | 12 l/100 Km ( 8,3 Km/l) | 12 l/100 Km ( 8,3 Km/l) | 12 l/100 Km ( 8,3 Km/l) | 12 l/100 Km ( 8,3 Km/l) | 12 l/100 Km ( 8,3 Km/l) |
| Altro | | | | | |
| Lubrificazione | forzata, con pompa ad ingranaggi                                                                                                  | forzata, con pompa ad ingranaggi                                                                                                  | forzata, con pompa ad ingranaggi                                                                                               | forzata, con pompa ad ingranaggi                                                                                               | forzata, con pompa ad ingranaggi                                                                                               |
| Pendenza massima superabile | 16 % | 16 % | 16 % | 16 % | 16 % |
| Fonte dei dati: | | | | | |